# Ludwigia foliobracteolata
Ludwigia foliobracteolata är en dunörtsväxtart som först beskrevs av Philip Alexander Munz, och fick sitt nu gällande namn av Kanesuke Hara. Ludwigia foliobracteolata ingår i släktet ludwigior, och familjen dunörtsväxter. Inga underarter finns listade i Catalogue of Life.